# District judiciaire (Québec)
Le district judiciaire constitue, au Québec, une subdivision du territoire de la province aux fins de l'administration du système de justice. Il existe un total de 36 districts judiciaires qui sont institués en vertu de la Loi sur la division territoriale,. Chaque district dispose d'un chef-lieu où se trouve un palais de justice. Toutefois, certains districts judiciaires comptent plus d'un palais de justice, disposent de points de service ou disposent de points de service itinérants.
La scission du territoire québécois en districts judiciaires permet d'ailleurs de faciliter l'accès par les citoyens aux services judiciaires dans l'ensemble de la province. Il est à noter que certaines municipalités relèvent simultanément de plus d'un district judiciaire, toujours dans cette optique de faciliter l'accès aux services de justice.

## Histoire
En 1760, le territoire colonial correspondant au Québec était subdivisé en trois districts, soit ceux de Québec, Montréal et Trois-Rivières. Ceux-ci deviennent des districts judiciaires en 1793. En 1841 et en 1857, plusieurs districts judiciaires sont formés,.
Le dernier changement notable relatif aux districts judiciaires constitue le changement de nom du district judiciaire de Hull pour devenir celui de Gatineau en 2013, onze ans après la fusion des deux villes et l'adoption du nom de Gatineau pour former la nouvelle ville.

## Compétence territoriale des tribunaux
Le Code de procédure civile prévoit les règles établissant le district judiciaire compétent lorsque l'on désire s'adresser au tribunal pour formuler une demande en justice, celles-ci se trouvent aux articles 40 à 48 du Code, dans la section sur la compétence territoriale des tribunaux.
La règle générale quant à la compétence territoriale des tribunaux se trouve à l'art. 41 du Code de procédure civile où il est disposé que le tribunal compétent est celui du district du défendeur. L'art. 42 du Code prévoit néanmoins que le demandeur peut choisir le district judiciaire où le contrat a été conclu, celui où une faute extracontractuelle a été commise ou où le préjudice en résultant a été subi, ou encore celui d'un immeuble lorsque le litige porte sur un immeuble. Les articles 43 à 48 du Code prévoient des situations particulières notamment en matière de contrat de travail ou de consommation, en matière de capacité, d'état et d'intégrité de la personne, en matière familiale, en matière de succession, concernant les demandes incidentes et concernant le transfert dans un autre district judiciaire. Dans ces cas, le district judiciaire compétent peut ne pas être le même que celui qui serait déterminé par la règle générale.
Tel qu'énoncé par l'art. 40 du Code, lorsque l'on veut faire appel d'une décision, il faut faire appel à la Cour d'appel de Montréal si la décision visée est rendue dans les districts judiciaires de Beauharnois, Bedford, Drummond, Gatineau, Iberville, Joliette, Labelle, Laval, Longueuil, Mégantic, Montréal, Pontiac, Richelieu, Saint-François, Saint-Hyacinthe ou Terrebonne. Si la décision visée est rendue dans un autre district judiciaire que ceux mentionnés, il faut faire appel à la Cour d'appel de Québec.

## Liste des districts
Le tableau suivant présente les 36 districts judiciaires du Québec avec leur siège et points de service ainsi que les municipalités qu'ils desservent.
| District judiciaire | Siège et autres palais de justice | Municipalités desservies | Barreau de section                                         |
| ------------------- | --- | --- | ---------------------------------------------------------- |
| Abitibi             | Amos Autres palais de justice : Chibougamau, Kuujjuaq, Val-d'Or Centre de services judiciaires : La Sarre Services itinérants : Senneterre, Akulivik, Ivujivik, Kuujjuarapik, Puvirnituq, Salluit, Umiujaq, Kangiqsualujjuaq, Kangiqsujuaq, Kangirsuk, Quaqtaq, Chisasibi, Eastmain, Waskaganish, Wemindji, Mistissini, Nemiscau, Oujé-Bougoumou, Waswanipi | Akulivik, Amos, Aupaluk, Authier, Authier-Nord, Barraute, Belcourt, Berry, Champneuf, Chapais, Chazel, Chibougamau, Chisasibi, Clermont, Clerval, Duparquet, Dupuy, Eastmain, Eeyou Istchee Baie-James, Gallichan, Ivujivik, Kangiqsualujjuaq, Kangiqsujuaq, Kangirsuk, Kiggaluk, Kitcisakik, Kuujjuaq, Kuujjuarapik, La Corne, La Morandière-Rochebaucourt, La Motte, La Reine, La Sarre, Landrienne, Launay, Lebel-sur-Quévillon, Macamic, Malartic, Matagami, Mistissini, Nemiscau, Normétal, Obedjiwan, Oujé-Bougoumou, Palmarolle, Pikogan, Poularies, Preissac, Puvirnituq, Quaqtaq, Rapide-Danseur, Rivière-Héva, Roquemaure, Saint-Dominique-du-Rosaire, Saint-Félix-de-Dalquier, Saint-Lambert, Saint-Marc-de-Figuery, Saint-Mathieu-d'Harricana, Sainte-Germaine-Boulé, Sainte-Gertrude-Manneville, Sainte-Hélène-de-Mancebourg, Salluit, Senneterre, Taschereau, Tasiujaq, Trécesson, Umiujaq, Val-d'Or, Val-Saint-Gilles, Waskaganish, Waswanipi, Wemindji, Whapmagoostui | Barreau de l'Abitibi-Témiscamingue                         |
| Alma                | Alma | Alma, Desbiens, Hébertville, Hébertville-Station, L'Ascension-de-Notre-Seigneur, Métabetchouan–Lac-à-la-Croix, Saint-Bruno, Saint-Gédéon, Saint-Henri-de-Taillon, Sainte-Monique | Barreau du Saguenay—Lac-Saint-Jean                         |
| Arthabaska          | Victoriaville | Chesterville, Daveluyville, Maddington, Norbertville, Princeville, Saint-Albert, Saint-Christophe-d'Arthabaska, Saint-Louis-de-Blandford, Saint-Norbert-d'Arthabaska, Saint-Rémi-de-Tingwick, Saint-Rosaire, Saint-Valère, Sainte-Anne-du-Sault, Sainte-Clotilde-de-Horton, Sainte-Élisabeth-de-Warwick, Sainte-Hélène-de-Chester, Sainte-Séraphine, Sainte-Sophie-d'Halifax, Tingwick, Victoriaville, Warwick (Québec) | Barreau d'Arthabaska                                       |
| Baie-Comeau         | Baie-Comeau Centre de services judiciaires : Forestville | Baie-Comeau, Baie-Trinité, Betsiamites, Chute-aux-Outardes, Colombier, Essipit, Forestville, Franquelin, Godbout, Les Bergeronnes, Les Escoumins, Longue-Rive, Pointe-aux-Outardes, Pointe-Lebel, Portneuf-sur-Mer, Ragueneau, Sacré-Cœur, Tadoussac | Barreau de la Côte-Nord                                    |
| Beauce              | Saint-Joseph-de-Beauce Services itinérants : Saint-Georges | Beauceville, Frampton, Lac-Etchemin, Lac-Poulin, Notre-Dame-des-Pins, Saint-Alfred, Saint-Anselme, Saint-Benjamin, Saint-Benoît-Labre, Saint-Bernard, Saint-Côme–Linière, Saint-Cyprien, Saint-Elzéar, Saint-Éphrem-de-Beauce, Saint-Frédéric, Saint-Gédéon-de-Beauce, Saint-Georges, Saint-Hilaire-de-Dorset, Saint-Honoré-de-Shenley, Saint-Isidore, Saint-Joseph-de-Beauce, Saint-Joseph-des-Érables, Saint-Jules, Saint-Léon-de-Standon, Saint-Louis-de-Gonzague, Saint-Luc-de-Bellechasse, Saint-Malachie, Saint-Martin, Saint-Nazaire-de-Dorchester, Saint-Odilon-de-Cranbourne, Saint-Philibert, Saint-Prosper, Saint-René, Saint-Séverin, Saint-Simon-les-Mines, Saint-Théophile, Saint-Victor, Saint-Zacharie, Sainte-Aurélie, Sainte-Claire, Sainte-Clotilde-de-Beauce, Sainte-Hénédine, Sainte-Justine, Sainte-Marguerite, Sainte-Marie, Sainte-Rose-de-Watford, Saints-Anges, Scott, Tring-Jonction, Vallée-Jonction | Barreau de Québec                                          |
| Beauharnois         | Salaberry-de-Valleyfield Services itinérants : Châteauguay, Vaudreuil-Dorion | Akwesasne, Beauharnois, Châteauguay, Coteau-du-Lac, Dundee, Elgin, Franklin, Godmanchester, Havelock, Hemmingford, Hemmingford, Hinchinbrooke, Howick, Hudson, Huntingdon, L'Île-Cadieux, L'Île-Perrot, Léry, Les Cèdres, Les Coteaux, Mercier, Notre-Dame-de-l'Île-Perrot, Ormstown, Pincourt, Pointe-des-Cascades, Pointe-Fortune, Rigaud, Rivière-Beaudette, Saint-Anicet, Saint-Chrysostome, Saint-Clet, Saint-Étienne-de-Beauharnois, Saint-Isidore, Saint-Lazare, Saint-Louis-de-Gonzague, Saint-Polycarpe, Saint-Stanislas-de-Kostka, Saint-Télesphore, Saint-Urbain-Premier, Saint-Zotique, Sainte-Barbe, Sainte-Clotilde, Sainte-Justine-de-Newton, Sainte-Marthe, Sainte-Martine, Salaberry-de-Valleyfield, Terrasse-Vaudreuil, Très-Saint-Rédempteur, Très-Saint-Sacrement, Vaudreuil-Dorion, Vaudreuil-sur-le-Lac | Barreau de Richelieu                                       |
| Bedford             | Cowansville Autres palais de justice : Granby | Austin, Bedford, Béthanie, Bolton-Est, Bolton-Ouest, Bonsecours, Brigham, Brome, Bromont, Cowansville, Dunham, East Farnham, Eastman, Farnham, Frelighsburg, Granby, Lac-Brome, Lawrenceville, Maricourt, Notre-Dame-de-Stanbridge, Noyan, Potton, Racine, Roxton, Roxton Falls, Roxton Pond, Saint-Alphonse-de-Granby, Saint-Armand, Saint-Benoît-du-Lac, Saint-Étienne-de-Bolton, Saint-Georges-de-Clarenceville, Saint-Ignace-de-Stanbridge, Saint-Joachim-de-Shefford, Saint-Pierre-de-Véronne-à-Pike-River, Saint-Valérien-de-Milton, Sainte-Anne-de-la-Rochelle, Sainte-Cécile-de-Milton, Sainte-Sabine, Shefford, Stanbridge East, Stanbridge Station, Stukely-Sud, Sutton, Valcourt, Venise-en-Québec, Warden, Waterloo | Barreau de Bedford                                         |
| Bonaventure         | New Carlisle Centre de services judiciaires : Carleton-sur-Mer | Bonaventure, Caplan, Carleton-sur-Mer, Cascapédia–Saint-Jules, Escuminac, Gesgapegiag, Hope, Hope Town, L'Ascension-de-Patapédia, Listuguj, Maria, Matapédia, New Carlisle, New Richmond, Nouvelle, Paspébiac, Pointe-à-la-Croix, Port-Daniel–Gascons, Ristigouche-Partie-Sud-Est, Saint-Alexis-de-Matapédia, Saint-Alphonse, Saint-André-de-Restigouche, Saint-Elzéar, Saint-François-d'Assise, Saint-Godefroi, Saint-Siméon, Shigawake, | Barreau du Bas-Saint-Laurent—Gaspésie—Îles-de-la-Madeleine |
| Charlevoix          | La Malbaie | Baie-Saint-Paul, Baie-Sainte-Catherine, Clermont, L'Isle-aux-Coudres, La Malbaie, Les Éboulements, Notre-Dame-des-Monts, Petite-Rivière-Saint-François, Saint-Aimé-des-Lacs, Saint-Hilarion, Saint-Irénée, Saint-Siméon, Saint-Urbain | Barreau du Saguenay—Lac-Saint-Jean                         |
| Chicoutimi          | Saguenay (Chicoutimi) Services itinérants : Saguenay (Jonquière) | Bégin, Ferland-et-Boilleau, L'Anse-Saint-Jean, Labrecque, Lamarche, Larouche, Petit-Saguenay, Rivière-Éternité, Saguenay, Saint-Ambroise, Saint-Charles-de-Bourget, Saint-David-de-Falardeau, Saint-Félix-d'Otis, Saint-Fulgence, Saint-Honoré, Saint-Nazaire, Sainte-Rose-du-Nord | Barreau du Saguenay—Lac-Saint-Jean                         |
| Drummond            | Drummondville | Drummondville, Durham-Sud, Kingsey Falls, L'Avenir, Lefebvre, Notre-Dame-du-Bon-Conseil, Saint-Bonaventure, Saint-Cyrille-de-Wendover, Saint-Edmond-de-Grantham, Saint-Eugène, Saint-Félix-de-Kingsey, Saint-Germain-de-Grantham, Saint-Guillaume, Saint-Léonard-d'Aston, Saint-Lucien, Saint-Majorique-de-Grantham, Saint-Nazaire-d'Acton, Saint-Zéphirin-de-Courval, Sainte-Brigitte-des-Saults, Sainte-Perpétue, Ulverton, Wickham | Barreau d'Arthabaska                                       |
| Frontenac           | Thetford Mines | Adstock, Beaulac-Garthby, Disraeli, East Broughton, Inverness, Irlande, Kinnear's Mills, La Guadeloupe, Laurierville, Lyster, Notre-Dame-de-Lourdes, Plessisville, Sacré-Cœur-de-Jésus, Saint-Adrien-d'Irlande, Saint-Évariste-de-Forsyth, Saint-Ferdinand, Saint-Jacques-de-Leeds, Saint-Jacques-le-Majeur-de-Wolfestown, Saint-Jean-de-Brébeuf, Saint-Joseph-de-Coleraine, Saint-Julien, Saint-Pierre-Baptiste, Saint-Pierre-de-Broughton, Saint-Sylvestre, Sainte-Agathe-de-Lotbinière, Sainte-Praxède, Thetford Mines | Barreau d'Arthabaska                                       |
| Gaspé               | Percé Autres palais de justice : Les Îles-de-la-Madeleine Centre de services judiciaires : Gaspé, Sainte-Anne-des-Monts | Cap-Chat, Chandler, Cloridorme, Gaspé, Grande-Rivière, Grande-Vallée, Grosse-Île, La Martre, Les Îles-de-la-Madeleine, Marsoui, Mont-Saint-Pierre, Murdochville, Percé, Petite-Vallée, Rivière-à-Claude, Saint-Maxime-du-Mont-Louis, Sainte-Anne-des-Monts, Sainte-Madeleine-de-la-Rivière-Madeleine, Sainte-Thérèse-de-Gaspé | Barreau du Bas-Saint-Laurent—Gaspésie—Îles-de-la-Madeleine |
| Hull                | Gatineau | Boileau, Bowman, Cantley, Chelsea, Chénéville, Denholm, Duhamel, Fassett, Gatineau, Gracefield, Kazabazua, L'Ange-Gardien, La Pêche, Lac-des-Plages, Lac-Sainte-Marie, Lac-Simon, Lochaber, Lochaber-Partie-Ouest, Low, Mayo, Montebello, Montpellier, Mulgrave-et-Derry, Namur, Notre-Dame-de-Bonsecours, Notre-Dame-de-la-Paix, Notre-Dame-de-la-Salette, Papineauville, Plaisance, Ripon, Saint-André-Avellin, Saint-Émile-de-Suffolk, Saint-Sixte, Thurso, Val-des-Bois, Val-des-Monts | Barreau de l'Outaouais                                     |
| Iberville           | Saint-Jean-sur-Richelieu | Henryville, Lacolle, Mont-Saint-Grégoire, Napierville, Saint-Alexandre, Saint-Bernard-de-Lacolle, Saint-Blaise-sur-Richelieu, Saint-Cyprien-de-Napierville, Saint-Édouard, Saint-Jacques-le-Mineur, Saint-Jean-sur-Richelieu, Saint-Michel, Saint-Patrice-de-Sherrington, Saint-Paul-de-l'Île-aux-Noix, Saint-Sébastien, Saint-Valentin, Sainte-Anne-de-Sabrevois, Sainte-Brigide-d'Iberville | Barreau de Richelieu                                       |
| Joliette            | Joliette Services itinérants : Repentigny | Berthierville, Charlemagne, Chertsey, Crabtree, Entrelacs, Joliette, L'Assomption, L'Épiphanie, La Visitation-de-l'Île-Dupas, Lanoraie, Lavaltrie, Mandeville, Mascouche, Notre-Dame-de-la-Merci, Notre-Dame-de-Lourdes, Notre-Dame-des-Prairies, Rawdon, Repentigny, Saint-Alexis, Saint-Alphonse-Rodriguez, Saint-Ambroise-de-Kildare, Saint-Barthélemy, Saint-Calixte, Saint-Charles-Borromée, Saint-Cléophas-de-Brandon, Saint-Côme, Saint-Cuthbert, Saint-Damien, Saint-Didace, Saint-Donat-de-Montcalm, Saint-Esprit, Saint-Félix-de-Valois, Saint-Gabriel, Saint-Gabriel-de-Brandon, Saint-Ignace-de-Loyola, Saint-Jacques, Saint-Jean-de-Matha, Saint-Liguori, Saint-Lin–Laurentides, Saint-Michel-des-Saints, Saint-Norbert, Saint-Paul, Saint-Pierre, Saint-Roch-de-l'Achigan, Saint-Roch-Ouest, Saint-Sulpice, Saint-Thomas, Saint-Zénon, Sainte-Béatrix, Sainte-Élisabeth, Sainte-Émélie-de-l'Énergie, Sainte-Geneviève-de-Berthier, Sainte-Julienne, Sainte-Marcelline-de-Kildare, Sainte-Marie-Salomé, Sainte-Mélanie | Barreau de Laurentides—Lanaudière                          |
| Kamouraska          | Rivière-du-Loup Services itinérants : Cabano, La Pocatière | Auclair, Cabano, Cacouna, Dégelis, Kamouraska, L'Isle-Verte, La Pocatière, Lejeune, Mont-Carmel, Notre-Dame-des-Neiges, Notre-Dame-des-Sept-Douleurs, Notre-Dame-du-Lac, Notre-Dame-du-Portage, Packington, Pohénégamook, Rivière-Bleue, Rivière-du-Loup, Rivière-Ouelle, Saint-Alexandre-de-Kamouraska, Saint-André-de-Kamouraska, Saint-Antonin, Saint-Arsène, Saint-Athanase, Saint-Bruno-de-Kamouraska, Saint-Clément, Saint-Cyprien, Saint-Denis-De La Bouteillerie, Saint-Éloi, Saint-Elzéar-de-Témiscouata, Saint-Épiphane, Saint-Eusèbe, Saint-François-Xavier-de-Viger, Saint-Gabriel-Lalemant, Saint-Germain-de-Kamouraska, Saint-Honoré-de-Témiscouata, Saint-Hubert-de-Rivière-du-Loup, Saint-Jean-de-Dieu, Saint-Jean-de-la-Lande, Saint-Joseph-de-Kamouraska, Saint-Juste-du-Lac, Saint-Louis-du-Ha! Ha!, Saint-Marc-du-Lac-Long, Saint-Michel-du-Squatec, Saint-Modeste, Saint-Onésime-d'Ixworth, Saint-Pacôme, Saint-Pascal, Saint-Paul-de-la-Croix, Saint-Philippe-de-Néri, Saint-Pierre-de-Lamy, Sainte-Anne-de-la-Pocatière, Sainte-Françoise, Sainte-Hélène-de-Kamouraska, Sainte-Rita, Trois-Pistoles, Whitworth | Barreau du Bas-Saint-Laurent—Gaspésie—Îles-de-la-Madeleine |
| Labelle             | Mont-Laurier Autres palais de justice : Maniwaki | Aumond, Blue Sea, Bois-Franc, Bouchette, Chute-Saint-Philippe, Déléage, Egan-Sud, Ferme-Neuve, Grand-Remous, Kiamika, Kitigan Zibi, L'Ascension, La Conception, La Macaza, La Minerve, Labelle, Lac-des-Écorces, Lac-du-Cerf, Lac-Saguay, Lac-Saint-Paul, Lac-Tremblant-Nord, Maniwaki, Messines, Mont-Laurier, Mont-Saint-Michel, Montcerf-Lytton, Nominingue, Notre-Dame-de-Pontmain, Notre-Dame-du-Laus, Rivière-Rouge, Saint-Aimé-du-Lac-des-Îles, Sainte-Anne-du-Lac, Sainte-Thérèse-de-la-Gatineau | Barreau de Laurentides—Lanaudière                          |
| Laval               | Laval | Laval | Barreau de Laval                                           |
| Longueuil           | Longueuil | Boucherville, Brossard, Candiac, Carignan, Chambly, Delson, Kahnawake, La Prairie, Longueuil, Saint-Basile-le-Grand, Saint-Bruno-de-Montarville, Saint-Constant, Saint-Lambert, Saint-Mathieu, Saint-Philippe, Saint-Rémi, Sainte-Catherine, Sainte-Julie | Barreau de Longueuil                                       |
| Mégantic            | Lac-Mégantic | Audet, Courcelles, Frontenac, Lac-Drolet, Lac-Mégantic, Lambton, Marston, Milan, Nantes, Notre-Dame-des-Bois, Piopolis, Saint-Augustin-de-Woburn, Saint-Ludger, Saint-Robert-Bellarmin, Saint-Romain, Saint-Sébastien, Sainte-Cécile-de-Whitton, Stornoway, Stratford, Val-Racine | Barreau de Saint-François                                  |
| Mingan              | Sept-Îles Services itinérants : Blanc-Sablon, Fermont, Havre-Saint-Pierre, Kawawachikamach, La Romaine, Natashquan, Port-Cartier, Saint-Augustin, Schefferville | Aguanish, Baie-Johan-Beetz, Blanc-Sablon, Bonne-Espérance, Côte-Nord-du-Golfe-du-Saint-Laurent, Fermont, Gros-Mécatina, Havre-Saint-Pierre, Kawawachikamach, L'Île-d'Anticosti, La Romaine, Lac-John, Longue-Pointe-de-Mingan, Maliotenam, Matimekosh, Mingan, Natashquan, Pakuashipi, Port-Cartier, Rivière-au-Tonnerre, Rivière-Saint-Jean, Saint-Augustin, Schefferville, Sept-Îles, Uashat | Barreau de la Côte-Nord                                    |
| Montmagny           | Montmagny | Armagh, Berthier-sur-Mer, Cap-Saint-Ignace, Honfleur, L'Islet, La Durantaye, Lac-Frontière, Montmagny, Notre-Dame-Auxiliatrice-de-Buckland, Notre-Dame-du-Rosaire, Saint-Adalbert, Saint-Antoine-de-l'Isle-aux-Grues, Saint-Aubert, Saint-Camille-de-Lellis, Saint-Charles-de-Bellechasse, Saint-Cyrille-de-Lessard, Saint-Damase-de-L'Islet, Saint-Damien-de-Buckland, Saint-Fabien-de-Panet, Saint-François-de-la-Rivière-du-Sud, Saint-Gervais, Saint-Jean-Port-Joli, Saint-Just-de-Bretenières, Saint-Lazare-de-Bellechasse, Saint-Magloire, Saint-Marcel, Saint-Michel-de-Bellechasse, Saint-Nérée-de-Bellechasse, Saint-Omer, Saint-Pamphile, Saint-Paul-de-Montminy, Saint-Philémon, Saint-Pierre-de-la-Rivière-du-Sud, Saint-Raphaël, Saint-Roch-des-Aulnaies, Saint-Vallier, Sainte-Apolline-de-Patton, Sainte-Euphémie-sur-Rivière-du-Sud, Sainte-Félicité, Sainte-Louise, Sainte-Lucie-de-Beauregard, Sainte-Perpétue, Sainte-Sabine, Tourville | Barreau de Québec                                          |
| Montréal            | Montréal | Baie-D'Urfé, Beaconsfield, Côte-Saint-Luc, Dollard-Des Ormeaux, Dorval, Hampstead, Kirkland, L'Île-Dorval, Montréal, Montréal-Est, Montréal-Ouest, Mont-Royal, Pointe-Claire, Sainte-Anne-de-Bellevue, Senneville, Westmount | Barreau de Montréal                                        |
| Pontiac             | Campbell's Bay | Alleyn-et-Cawood, Bristol, Bryson, Campbell's Bay, Cayamant, Chichester, Clarendon, Fort-Coulonge, L'Ïle-du-Grand-Calumet, L'Isle-aux-Allumettes, Lac-Rapide, Litchfield, Mansfield-et-Pontefract, Otter Lake, Pontiac, Portage-du-Fort, Rapides-des-Joachims, Shawville, Sheenboro, Thorne, Waltham | Barreau de l'Outaouais                                     |
| Québec              | Québec Services itinérants : Lévis, Sainte-Croix | Beaumont, Beaupré, Boischatel, Cap-Santé, Château-Richer, Deschaillons-sur-Saint-Laurent, Deschambault-Grondines, Donnacona, Dosquet, Fortierville, Fossambault-sur-le-Lac, L'Ancienne-Lorette, L'Ange-Gardien, Lac-Beauport, Lac-Delage, Lac-Saint-Joseph, Lac-Sergent, Laurier-Station, Leclercville, Lévis, Lotbinière, Neuville, Notre-Dame-des-Anges, Notre-Dame-du-Sacré-Cœur-d'Issoudun, Parisville, Pont-Rouge, Portneuf, Québec, Rivière-à-Pierre, Saint-Agapit, Saint-Alban, Saint-Antoine-de-Tilly, Saint-Apollinaire, Saint-Augustin-de-Desmaures, Saint-Basile, Saint-Casimir, Saint-Édouard-de-Lotbinière, Saint-Ferréol-les-Neiges, Saint-Flavien, Saint-François-de-l'Île-d'Orléans, Saint-Gabriel-de-Valcartier, Saint-Gilbert, Saint-Gilles, Saint-Henri, Saint-Janvier-de-Joly, Saint-Jean-de-l'Île-d'Orléans, Saint-Joachim, Saint-Lambert-de-Lauzon, Saint-Laurent-de-l'Île-d'Orléans, Saint-Léonard-de-Portneuf, Saint-Louis-de-Gonzague-du-Cap-Tourmente, Saint-Marc-des-Carrières, Saint-Narcisse-de-Beaurivage, Saint-Patrice-de-Beaurivage, Saint-Pierre-de-l'Île-d'Orléans, Saint-Raymond, Saint-Thuribe, Saint-Tite-des-Caps, Saint-Ubalde, Sainte-Anne-de-Beaupré, Sainte-Brigitte-de-Laval, Sainte-Catherine-de-la-Jacques-Cartier, Sainte-Christine-d'Auvergne, Sainte-Croix, Sainte-Famille-de-l'Île-d'Orléans, Sainte-Françoise, Sainte-Pétronille, Shannon, Stoneham-et-Tewkesbury, Val-Alain, Villeroy, Wendake | Barreau de Québec                                          |
| Richelieu           | Sorel-Tracy | Baie-du-Febvre, Calixa-Lavallée, Contrecœur, La Visitation-de-Yamaska, Massueville, Odanak, Pierreville, Saint-Aimé, Saint-Amable, Saint-Antoine-sur-Richelieu, Saint-David, Saint-Elphège, Saint-François-du-Lac, Saint-Gérard-Majella, Saint-Joseph-de-Sorel, Saint-Louis, Saint-Marc-sur-Richelieu, Saint-Marcel-de-Richelieu, Saint-Ours, Saint-Pie-de-Guire, Saint-Robert, Saint-Roch-de-Richelieu, Sainte-Anne-de-Sorel, Sainte-Victoire-de-Sorel, Sorel-Tracy, Varennes, Verchères, Yamaska | Barreau de Richelieu                                       |
| Rimouski            | Rimouski Centres de services judiciaires : Amqui, Matane, Mont-Joli | Albertville, Amqui, Baie-des-Sables, Biencourt, Causapscal, Esprit-Saint, Grand-Métis, Grosses-Roches, La Rédemption, La Trinité-des-Monts, Lac-au-Saumon, Lac-des-Aigles, Le Bic, Les Hauteurs, Les Méchins, Matane, Métis-sur-Mer, Mont-Joli, Padoue, Price, Rimouski, Saint-Adelme, Saint-Alexandre-des-Lacs, Saint-Anaclet-de-Lessard, Saint-Charles-Garnier, Saint-Cléophas, Saint-Damase, Saint-Donat, Saint-Eugène-de-Ladrière, Saint-Fabien, Saint-Gabriel-de-Rimouski, Saint-Guy, Saint-Jean-de-Cherbourg, Saint-Joseph-de-Lepage, Saint-Léandre, Saint-Léon-le-Grand, Saint-Marcellin, Saint-Mathieu-de-Rioux, Saint-Médard, Saint-Moïse, Saint-Narcisse-de-Rimouski, Saint-Noël, Saint-Octave-de-Métis, Saint-René-de-Matane, Saint-Simon-de-Rimouski, Saint-Tharcisius, Saint-Ulric, Saint-Valérien, Saint-Vianney, Saint-Zénon-du-Lac-Humqui, Sainte-Angèle-de-Mérici, Sainte-Félicité, Sainte-Flavie, Sainte-Florence, Sainte-Irène, Sainte-Jeanne-d'Arc, Sainte-Luce, Sainte-Marguerite-Marie, Sainte-Paule, Sayabec, Val-Brillant | Barreau du Bas-Saint-Laurent—Gaspésie—Îles-de-la-Madeleine |
| Roberval            | Roberval Centre de services judiciaires : Dolbeau-Mistassini | Albanel, Chambord, Dolbeau-Mistassini, Girardville, La Doré, Lac-Bouchette, Mashteuiatsh, Normandin, Notre-Dame-de-Lorette, Péribonka, Roberval, Saint-André-du-Lac-Saint-Jean, Saint-Augustin, Saint-Edmond-les-Plaines, Saint-Eugène-d'Argentenay, Saint-Félicien, Saint-François-de-Sales, Saint-Ludger-de-Milot, Saint-Prime, Saint-Stanislas, Saint-Thomas-Didyme, Sainte-Hedwidge, Sainte-Jeanne-d'Arc | Barreau du Saguenay—Lac-Saint-Jean                         |
| Rouyn-Noranda       | Rouyn-Noranda | Rémigny, Rouyn-Noranda | Barreau d'Abitibi-Témiscamingue                            |
| Saint-François      | Sherbrooke Centre de services judiciaires : Magog | Ascot Corner, Ayer's Cliff, Barnston-Ouest, Bury, Chartierville, Cleveland, Coaticook, Compton, Cookshire-Eaton, Danville, Dixville, Dudswell, East Angus, East Hereford, Ham-Nord, Hampden, Hatley, Kingsbury, La Patrie, Lingwick, Magog, Martinville, Melbourne, Newport, North Hatley, Notre-Dame-de-Ham, Ogden, Orford, Richmond, Saint-Adrien, Saint-Camille, Saint-Claude, Saint-Denis-de-Brompton, Saint-Fortunat, Saint-François-Xavier-de-Brompton, Saint-Georges-de-Windsor, Saint-Herménégilde, Saint-Isidore-de-Clifton, Saint-Joseph-de-Ham-Sud, Saint-Malo, Saint-Venant-de-Paquette, Sainte-Catherine-de-Hatley, Sainte-Edwidge-de-Clifton, Saints-Martyrs-Canadiens, Scotstown, Sherbrooke, Stanstead, Stanstead-Est, Stoke, Val-des-Sources, Val-Joli, Waterville, Weedon, Westbury, Windsor, Wotton | Barreau de Saint-François                                  |
| Saint-Hyacinthe     | Saint-Hyacinthe | Acton Vale, Ange-Gardien, Belœil, La Présentation, Marieville, McMasterville, Mont-Saint-Hilaire, Otterburn Park, Richelieu, Rougemont, Saint-Barnabé-Sud, Saint-Bernard-de-Michaudville, Saint-Césaire, Saint-Charles-sur-Richelieu, Saint-Damase, Saint-Denis-sur-Richelieu, Saint-Dominique, Saint-Hugues, Saint-Hyacinthe, Saint-Jean-Baptiste, Saint-Jude, Saint-Liboire, Saint-Mathias-sur-Richelieu, Saint-Mathieu-de-Beloeil, Saint-Paul-d'Abbotsford, Saint-Pie, Saint-Simon, Saint-Théodore-d'Acton, Sainte-Angèle-de-Monnoir, Sainte-Christine, Sainte-Hélène-de-Bagot, Sainte-Madeleine, Sainte-Marie-Madeleine, Upton | Barreau de Richelieu                                       |
| Saint-Maurice       | Shawinigan Autres palais de justice : La Tuque | Charette, Coucoucache, Grandes-Piles, Hérouxville, La Bostonnais, La Tuque, Lac-aux-Sables, Lac-Édouard, Manawan, Notre-Dame-de-Montauban, Saint-Adelphe, Saint-Alexis-des-Monts, Saint-Barnabé, Saint-Boniface, Saint-Élie-de-Caxton, Saint-Étienne-des-Grès, Saint-Mathieu-du-Parc, Saint-Roch-de-Mékinac, Saint-Sévère, Saint-Séverin, Saint-Tite, Sainte-Thècle, Shawinigan, Trois-Rives, Wemotaci | Barreau de la Mauricie                                     |
| Témiscamingue       | Ville-Marie | Angliers, Béarn, Belleterre, Duhamel-Ouest, Fugèreville, Guérin, Hunter's Point, Kebaowek, Kipawa, Laforce, Latulippe-et-Gaboury, Laverlochère, Lorrainville, Moffet, Nédélec, Notre-Dame-du-Nord, Saint-Bruno-de-Guigues, Saint-Édouard-de-Fabre, Saint-Eugène-de-Guigues, Témiscaming, Timiskaming, Ville-Marie, Winneway | Barreau d'Abitibi-Témiscamingue                            |
| Terrebonne          | Saint-Jérôme Centres de services judiciaires : Lachute, Sainte-Agathe-des-Monts | Amherst, Arundel, Barkmere, Blainville, Bois-des-Filion, Boisbriand, Brébeuf, Brownsburg-Chatham, Deux-Montagnes, Doncaster, Estérel, Gore, Grenville, Grenville-sur-la-Rouge, Harrington, Huberdeau, Ivry-sur-le-Lac, Kanesatake, Lac-des-Seize-Îles, Lac-Supérieur, Lachute, Lantier, Lorraine, Mille-Isles, Mirabel, Mont-Blanc, Mont-Tremblant, Montcalm, Morin-Heights, Oka, Piedmont, Pointe-Calumet, Prévost, Rosemère, Saint-Adolphe-d'Howard, Saint-André-d'Argenteuil, Saint-Colomban, Saint-Eustache, Saint-Hippolyte, Saint-Jérôme, Saint-Joseph-du-Lac, Saint-Placide, Saint-Sauveur, Sainte-Adèle, Sainte-Agathe-des-Monts, Sainte-Anne-des-Lacs, Sainte-Anne-des-Plaines, Sainte-Lucie-des-Laurentides, Sainte-Marguerite-du-Lac-Masson, Sainte-Marthe-sur-le-Lac, Sainte-Sophie, Sainte-Thérèse, Terrebonne, Val-David, Val-des-Lacs, Val-Morin, Wentworth, Wentworth-Nord | Barreau de Laurentides—Lanaudière                          |
| Trois-Rivières      | Trois-Rivières Services itinérants : Nicolet | Aston-Jonction, Batiscan, Bécancour, Champlain, Grand-Saint-Esprit, Lemieux, Louiseville, Manseau, Maskinongé, Nicolet, Notre-Dame-du-Mont-Carmel, Saint-Célestin, Saint-Célestin, Saint-Édouard-de-Maskinongé, Saint-Justin, Saint-Léon-le-Grand, Saint-Luc-de-Vincennes, Saint-Maurice, Saint-Narcisse, Saint-Paulin, Saint-Pierre-les-Becquets, Saint-Prosper-de-Champlain, Saint-Samuel, Saint-Stanislas, Saint-Sylvère, Saint-Wenceslas, Sainte-Angèle-de-Prémont, Sainte-Anne-de-la-Pérade, Sainte-Cécile-de-Lévrard, Sainte-Eulalie, Sainte-Geneviève-de-Batiscan, Sainte-Marie-de-Blandford, Sainte-Monique, Sainte-Sophie-de-Lévrard, Sainte-Ursule, Trois-Rivières, Wôlinak, Yamachiche | Barreau de la Mauricie                                     |